# Bethany Galat
Bethany Galat (ur. 10 sierpnia 1995 w Mishawace) – amerykańska pływaczka specjalizująca się w stylu klasycznym, wicemistrzyni świata.
W 2017 roku podczas mistrzostw świata w Budapeszcie zdobyła srebrny medal na dystansie 200 m stylem klasycznym, uzyskawszy czas 2:21,77 min.
W 2019 otrzymała srebrny medal igrzysk panamerykańskich w konkurencji 200 m st. klasycznym.